# Zblewo (gemeente)
De gemeente Zblewo is een landgemeente in het Poolse woiwodschap Pommeren, in powiat Starogardzki.
De gemeente bestaat uit 16 administratieve plaatsen solectwo: Białachowo, Borzechowo, Bytonia, Jezierce, Karolewo, Kleszczewo Kościerskie, Lipia Góra Mała, Mały Bukowiec, Miradowo, Nowy Cis, Pałubinek, Pinczyn, Radziejewo, Semlin, Tomaszewo en Zblewo
De zetel van de gemeente is in Zblewo.
Op 30 juni 2004 telde de gemeente 10 738 inwoners.

## Oppervlakte gegevens
In 2002 bedroeg de totale oppervlakte van gemeente Zblewo 137,96 km², waarvan:
- agrarisch gebied: 60%
- bossen: 28%

De gemeente beslaat 10,26% van de totale oppervlakte van de powiat.

## Demografie
Stand op 30 juni 2004:
| Omschrijving                   | Totaal | Totaal | Vrouwen | Vrouwen | Mannen | Mannen |
| ------------------------------ | ------ | ------ | ------- | ------- | ------ | ------ |
| eenheid                        | aantal | %      | aantal  | %       | aantal | %      |
| inwoners                       | 10 738 | 100    | 5445    | 50,7    | 5293   | 49,3   |
| bevolkingsdichtheid (inw./km²) | 77,8   | 77,8   | 39,5    | 39,5    | 38,4   | 38,4   |

In 2002 bedroeg het gemiddelde inkomen per inwoner 1551,93 zł.

## Plaatsen zonder de statussołectwo
- Babie Doły, Białachówko, Biały Bukowiec, Jeziornik, Królewski Bukowiec, Lisewko, Pazda, Piesienica, Stary Cis, Trosowo, Twardy Dół, Wałdówko, Wirty, Zawada

## Aangrenzende gemeenten
Kaliska, Lubichowo, Skarszewy, Stara Kiszewa, Starogard Gdański